# Alison Bay

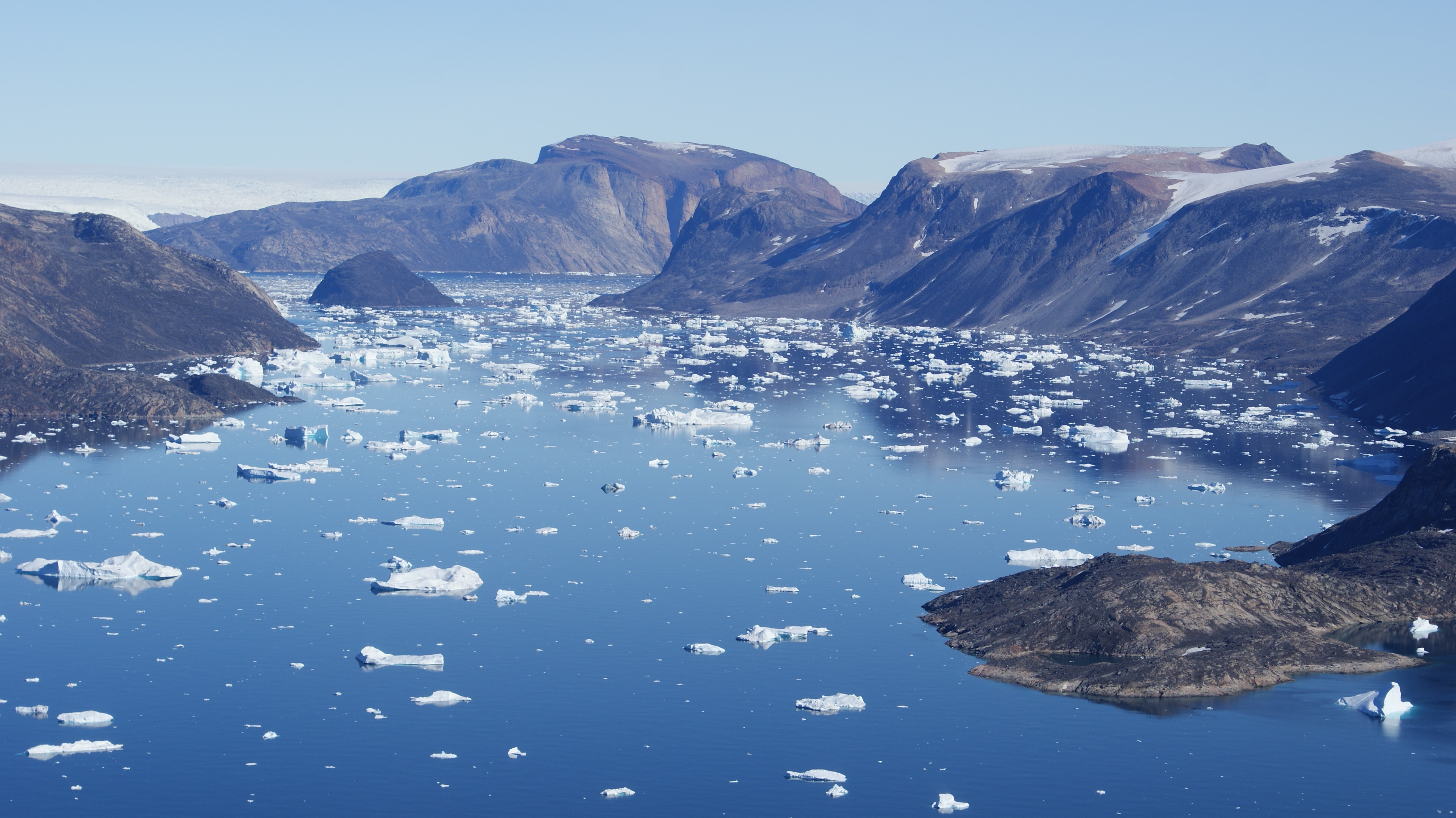

Alison Bay (grönländska: Kullorsuup Kangerlua) är en bukt i kommunen Qaasuitsup i nordvästra Grönland. Bukten är en biflod till bukten Melvillebukten och är beläget i norra delen av Upernavikarkipelagen mellan ön Kiatassuaq i sydväst och Grönlands fastland i nordost.